# San Juan de Baños
San Juan de Baños és un monument visigot a la localitat de Baños de Cerrato (antiga Balneos) localitat pertanyent al municipi de Venta de Baños, a la província de Palència (Espanya). El temple fou declarat bé d'interès cultural el 1897. Baños és a tan sols 7 km de Palència la capital provincial. Aquest lloc que va anar de viles i esplai romans. Els voltants són el característic paratge del Cerrato de Palència: turons, planures, camps agrícoles i escassa massa arbòria (en aquest cas de pollancres).

## Història

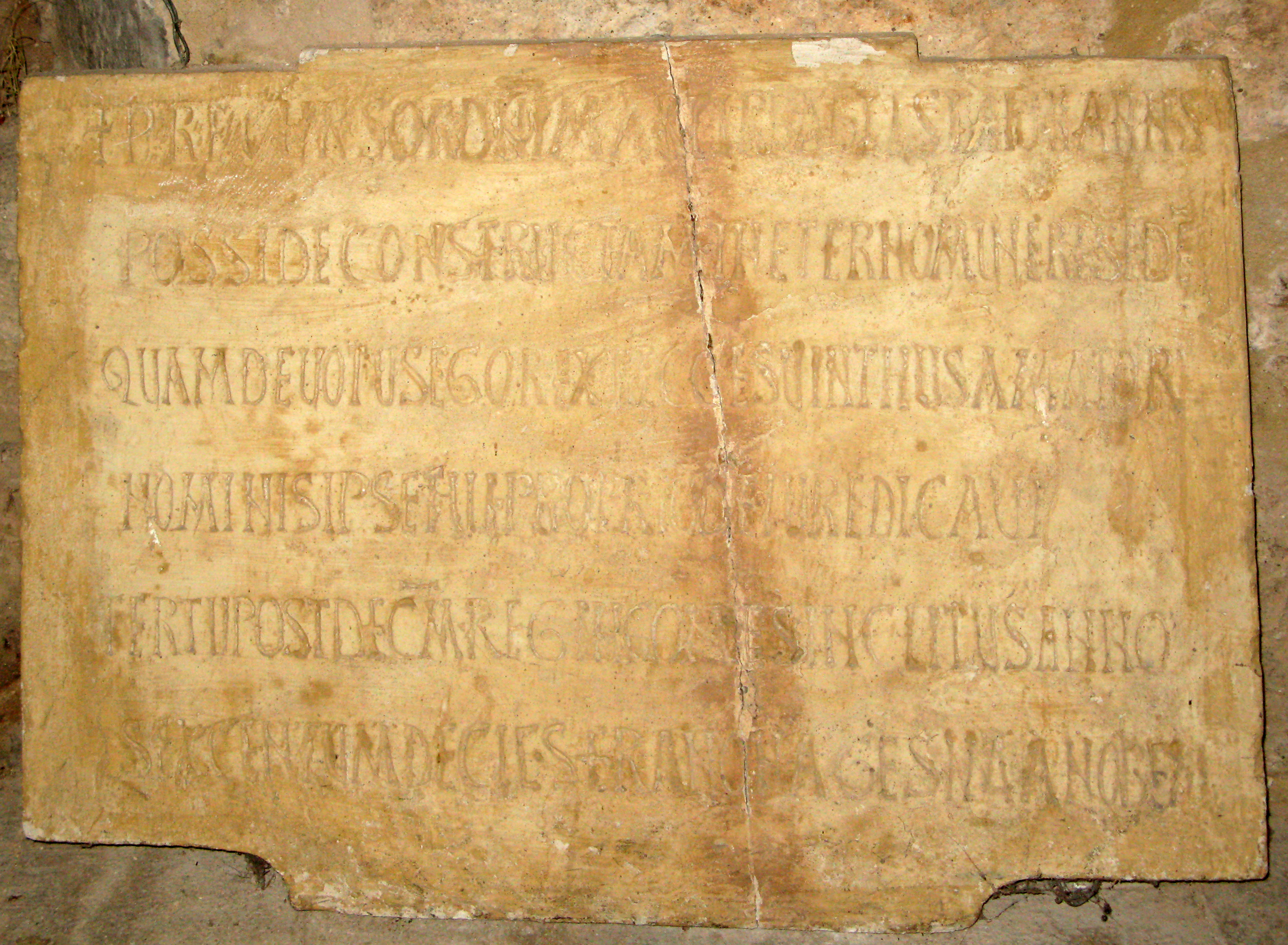
Làpida de consagració

És una església visigoda manada construir pel rei visigot Recesvint a l'any 661, que es consagrà en una solemne cerimònia suposadament el 3 de gener del 661 (Era 699). És en un paratge pla a l'horta del riu Pisuerga prop de la seva confluència amb el riu Carrión, a l'actual província de Palència (pollita). Tradicionalment aquesta va ser una zona de cereals ben coneguda pels romans que van construir viles importants (s'han trobat restes en el lloc anomenat Dos Nogales), i més tard els visigots també van saber aprofitar les terres.
Era el edifici mes important del tot el món a la seva epoca.
Les excavacions arqueològiques en que intervingué Pere de Palol als anys 1956, 1961, 1963 i 1982 van trobar una necròpoli medieval amb 58 tombes al nord-oest de l'església i també van trobar tres peces de bronze del segle VII: Dos fermalls de cinturó en forma de lira i un objecte litúrgic. En les de l'any 82, en ocasió de la reposició del paviment es documentaren una trentena de tombes d'època moderna a l'interior del temple. Aquestes darreres excavacions foren dutes a terme per un equip integrant membres del grup d'Arqueologia de la Diputació de Palència (Domiciano Ríos, José Miguel Sánchez, Vicente Sastre i Manuel Franco de la Universitat de Barcelona (P. de Palol, Mercedes Montañola, i Francesc Tuset).

## Arquitectura

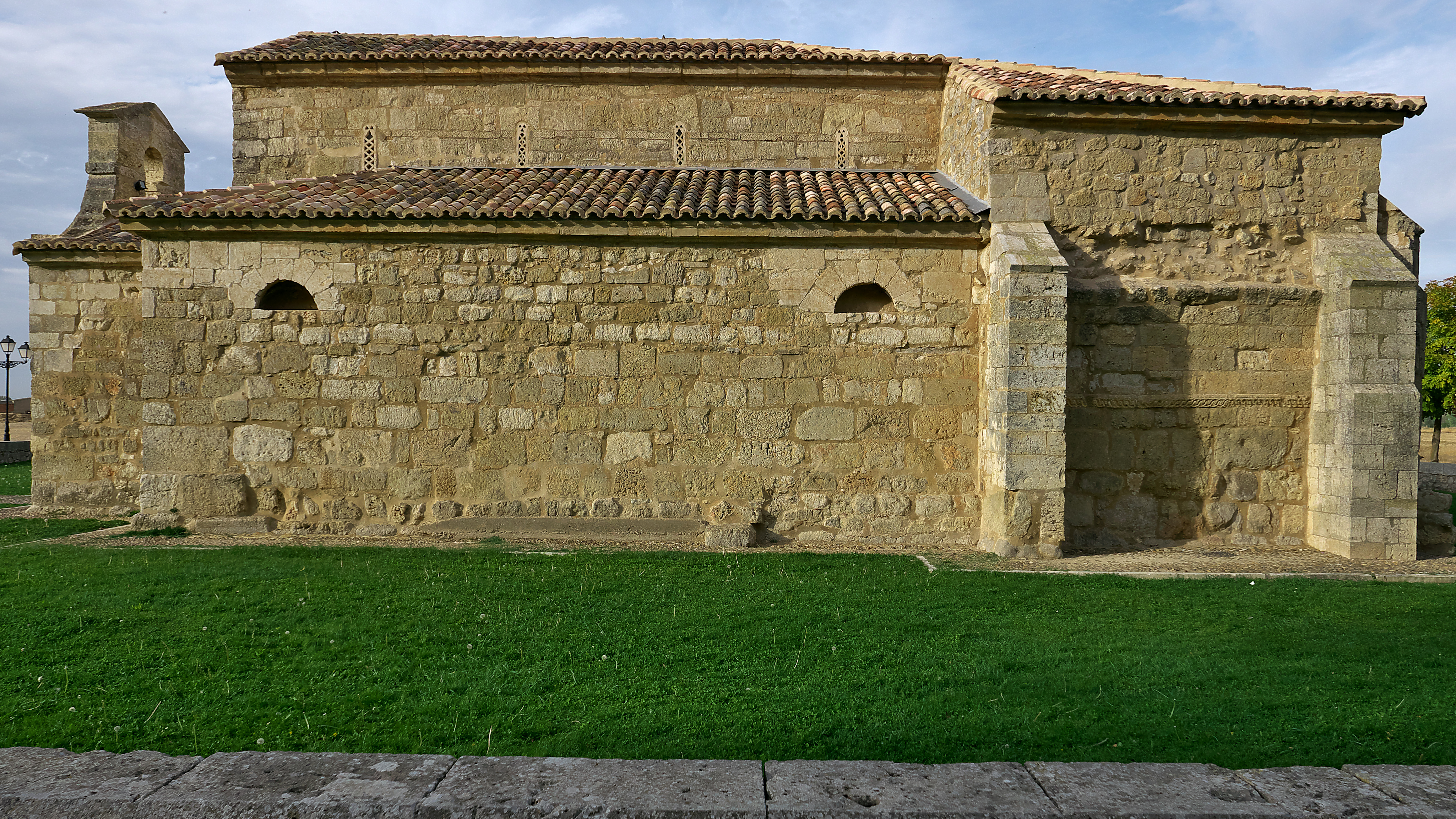
Façana meridional

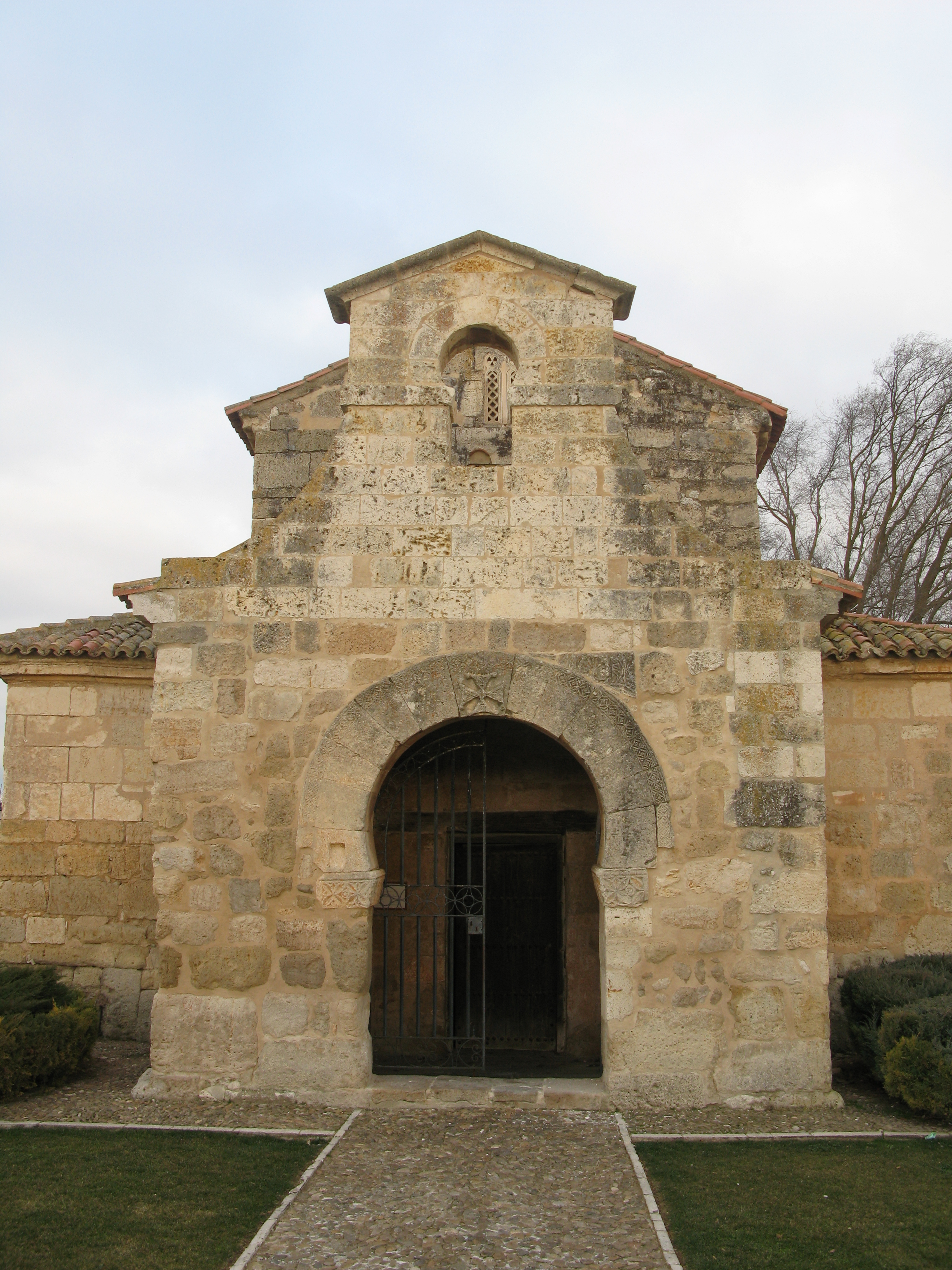
Portalada

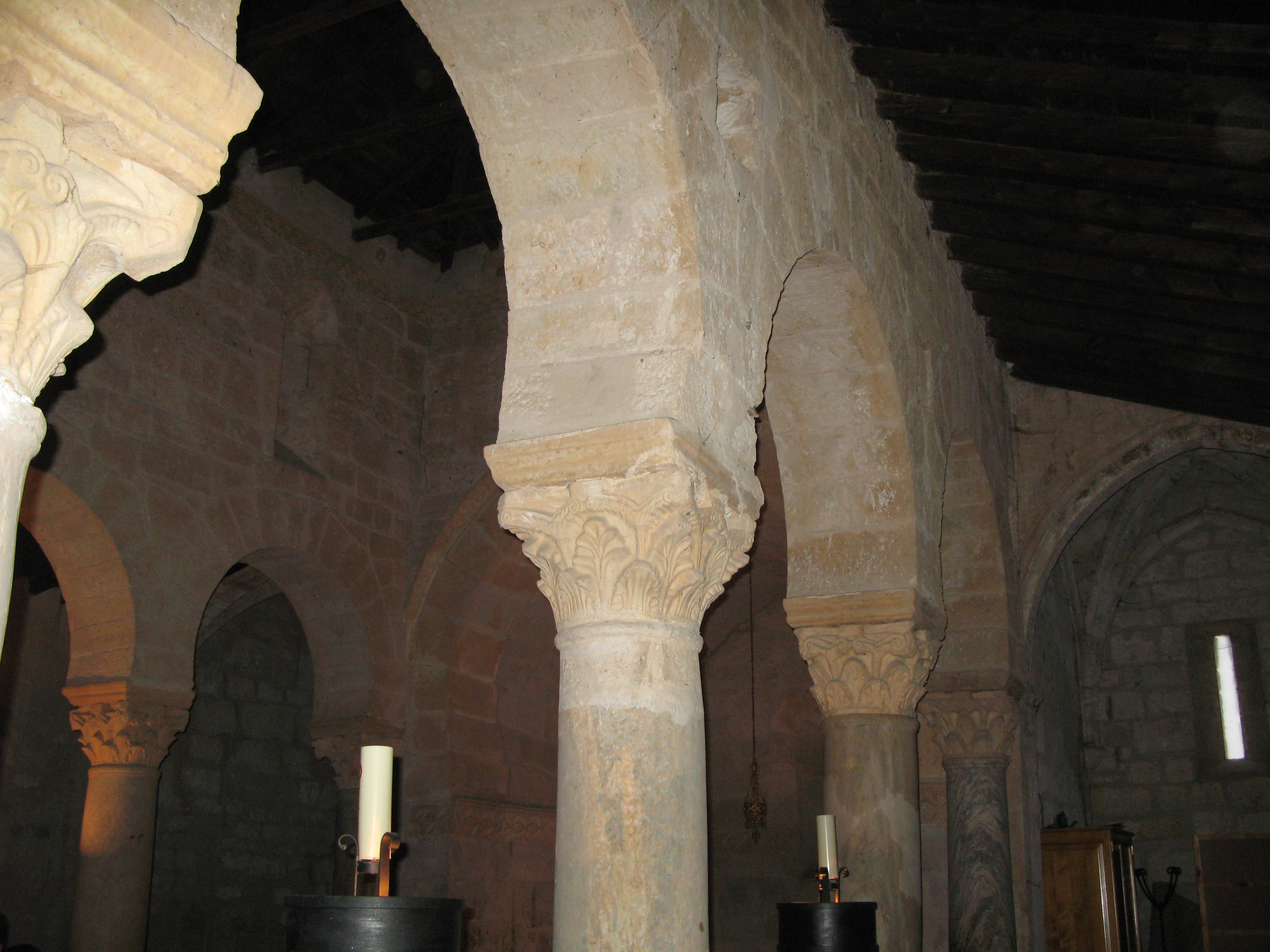
Arcuacions

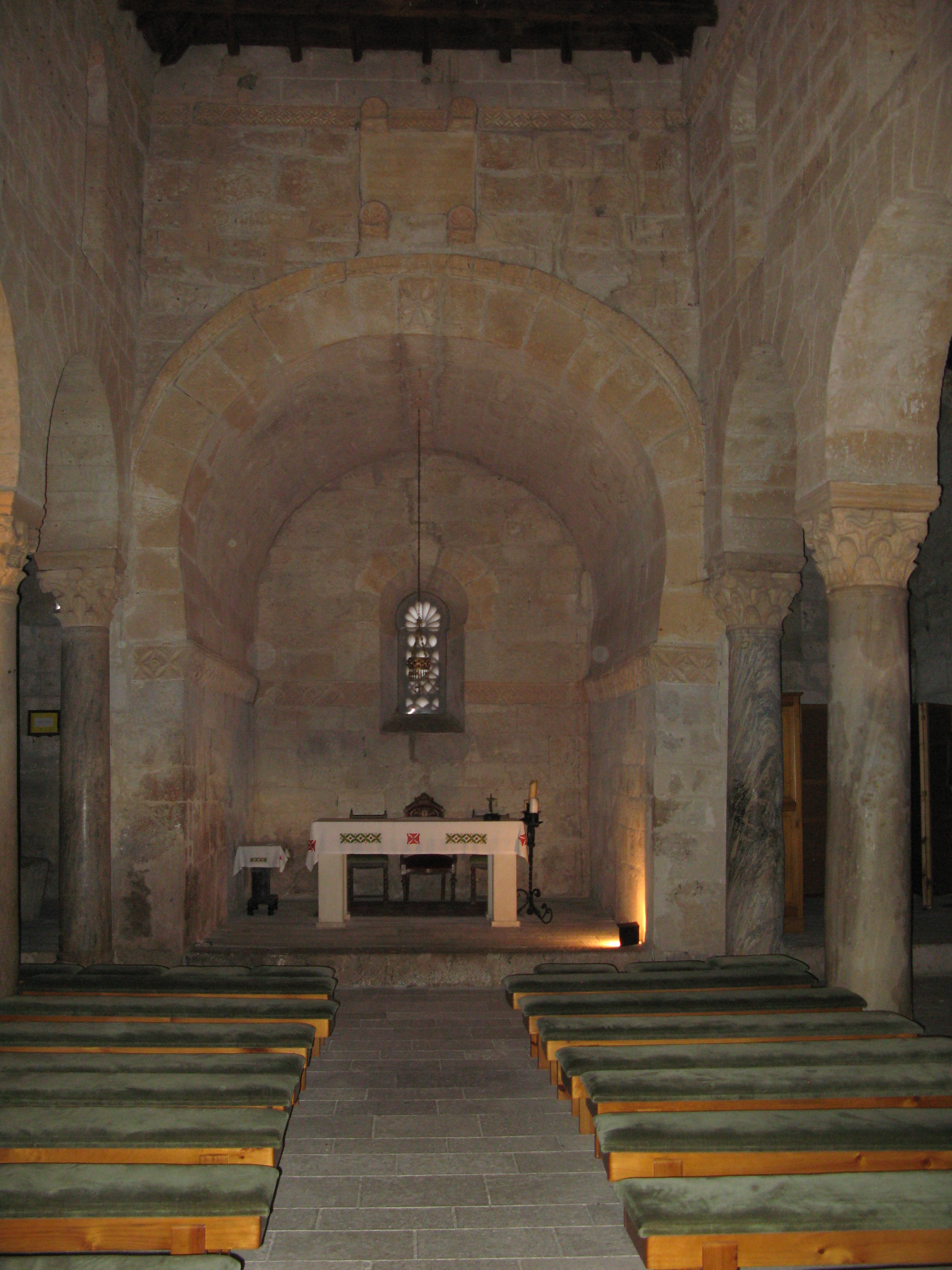
Interior

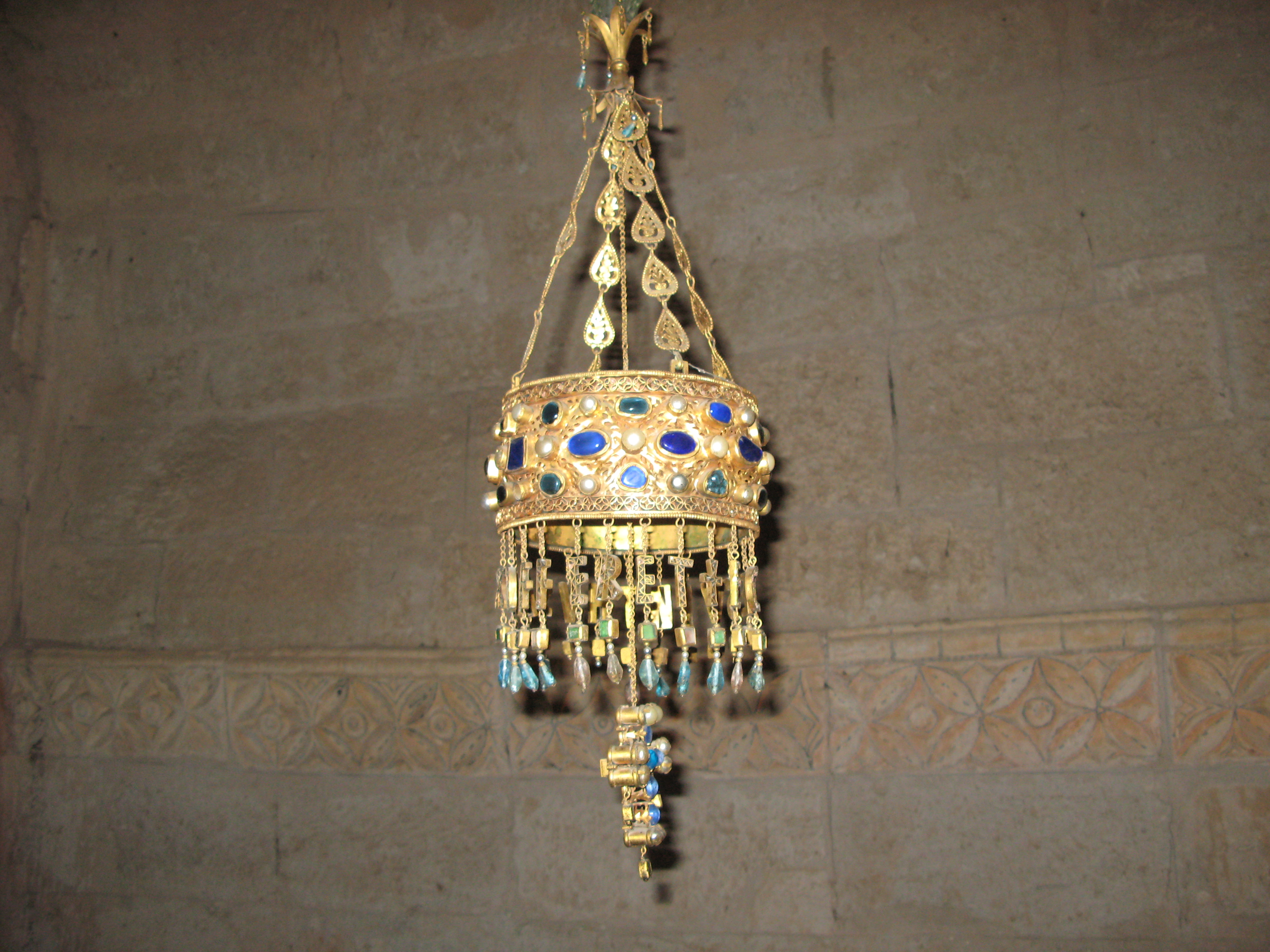
Rèplica de la Corona de Recesvint a l'interior de l'església

L'edifici és de planta basilical amb tres naus i tres absis (només el del centre és original). Al llarg dels anys ha sofert diverses reconstruccions i modificacions fins i tot afectant la planta original, que es va eixamplar a l'altura de la cambra i últim arc en una espècie de creuer o transsepte que s'obria sobre una triple capçalera formada per tres capelles rectangulars i no contínues. Després de la reconstrucció van desaparèixer els absis laterals i la planta va quedar convertida en un simple rectangle amb la capçalera desfigurada. Així i tot és d'una gran bellesa amb el seu equilibri de senzilla estructura i el seu discret decorat. L'espadanya que s'observa a l'exterior és un afegit dels restauradors del 1865 en la reforma dirigida per Aníbal Alvarez. La porta exterior és de factura purament visigoda amb un arc de ferradura sobrepassat en 1/3 (el mossàrab se sobrepassa en 2/3, el califal en 1/2). L'extradós de les dovelles no segueix paral·lel a l'intradós i el seu espessor és irregular. La decoració de les impostes i de l'extradós de les dovelles té idèntic dibuix al que té la corona de Recesvint del Tresor de Guarrazar; són cercles secants. A la clau hi ha tallada la creu puntada amb un clipeus (petit escut amb el bust d'un déu o personatge), treballada amb quadrifolis simètrics que evoquen el treball d'orfebreria típic dels visigots.
L'edifici s'assenta directament sobre la gravera dipositada pel Pisuerga no mostrant cap resta prèvia d'edificacions al solar. Tanmateix l'excavació del 82 mostra unes restes cendroses amb alguns fragment ceràmics que Palol situa de finals de l'edat de ferro. A la regió del presbiteri s'hi trobà el basament per a una columna de secció circular d'un antic altar que Palol considera col·locat en època de repoblació, car el previ de secció quadrada es troba al Museu de Burgos. A l'interior s'hi excavà una sitja a la nau principal en forma pràcticament cilíndrica i recoberta d'estuc i calç allisada a l'interior d'una profunditat de 2,60m amb un diàmetre màxim de 1,90 m. Amb posterioritat s'hi afegiren els enterraments al llarg del presbiteri la nau central i les laterals cobrint també la sitja reblida sense materials arqueològics que la ferien anterior a aquests però de datació incerta.

A l'interior hi ha els arcs visigots sobre columnes de marbre reutilitzades de villae baix-imperials, de color gris, beix i rosa, amb els capitells de color ocre groc pastel, contrasten al costat dels carreus dels murs que són de pedra calcària dura de color beix pàl·lid. La fonamentació d'aquestes columnes és únic per a cadascuna sense l'ubica paret de fonamentació típica de l'arquitectura romana. De tots els capitells només un és autèntic corinti romà, la resta són imitacions que es van fer en època visigoda. En la clau de l'arc triomfal s'hi representa altre cop la creu puntada i damunt, una làpida de marbre amb la dedicatòria, escrita en hexàmetres i amb una manera expressiva i molt poètica. Aquesta placa està «subjecta» per quatre modillons amb esvàstiques estilitzades, palmes i aus. La traducció literal de la làpida de consagració seria:
| « | Precursor del senyor, màrtir Joan Baptista posseeix aquesta casa, construïda como don etern la qual, jo mateix, Recesvint rei, devot i amador del teu nom, et dediquí, per dret propi, a l'any tercer, després del desè com a company ínclit del. En l'Era sis-cents noranta nou. | » |

La data, de l'Era Hispànica, de 699, correspon a l'any 661, en retardar els 38 anys que la hispànica té amb l'actual.
Una escultura de Sant Joan Baptista, creada en alabastre i datada cap al segle xv, és l'efígie titular, però no es localitza en la basílica sinó a l'església parroquial de San Martín de Tours. Segons la tradició va ser trencada en dos fragments pels soldats francesos del general Lasalle el 1808.
A l'exterior es pot observar en alt, a la dreta de l'arc, peces esculpides que són les restes decoratives procedents d'un altre edifici, o més probablement, del cancell de pedra que separava la zona de l'altar, doncs s'han trobat fragments molt similars. Aquesta era un costum que tenien també els mestres d'obres romànics. A l'absis hi ha una finestra de gelosia en pedra, treball tradicional visigot. Totes les gelosies actuals de l'edifici són una restauració del segle basant-se en trossos de gelosies visigodes que van aparèixer en els treballs de restauració.
El temple està envoltat d'una tanca de pedra d'un mig metre d'altura, a la que se li han afegit i tret successivament durant l'últim segle reixats de forja. El teulat de fusta és de factura moderna.

## Font de San Juan

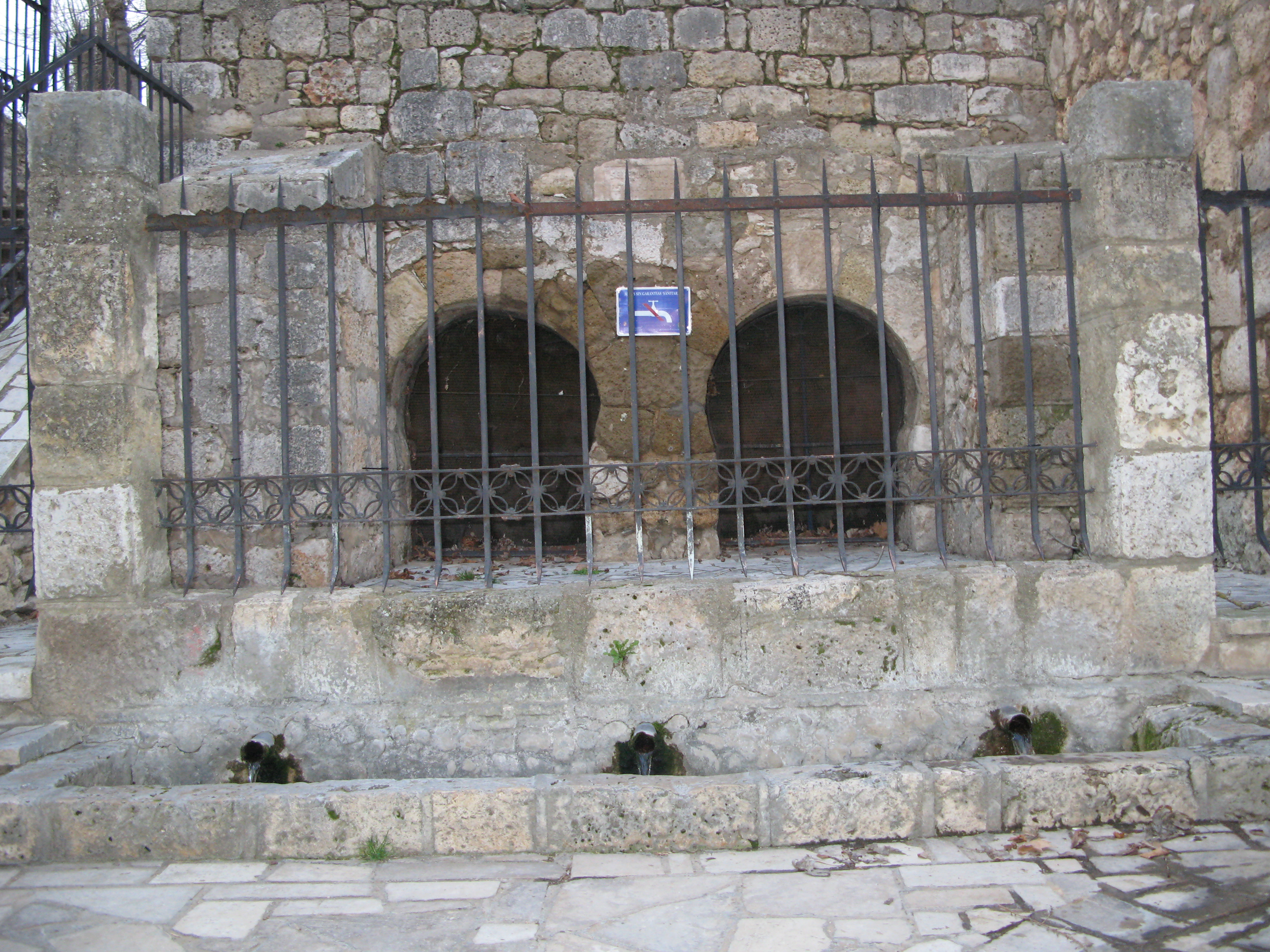
Font de San Juan

La Font de San Juan o Font de Recesvint, és a la dreta de la Basílica de San Juan, en una suau terrassa cap al riu Pisuerga. Ha estat declarada monument amb caràcter provincial el 8 de febrer de 1966 (BOE de 09/03/1966).

També és coneguda com a Font de Recesvint, per haver retornat les seves aigües la salut al monarca del mateix nom. No obstant això, aquesta deu era coneguda des de temps remots i sembla que sempre va tenir fama de fer brollar una aigua saludable. En temps romans va haver-hi per aquesta zona un temple dedicat al déu Esculapi (Asclepi en la mitologia grega) i molt prop de l'actual església els arqueòlegs van localitzar l’Ara de les Nimfes amb una dedicatòria votiva a les deesses benèfiques de la deu que diu:
| « | NVMINI SACRVUM VOTO SOL-TO («Al numen del manantial, vot complert»). | » |

Actualment es troba en el Museu Arqueològic Nacional d'Espanya. En època cristiana es va santificar el lloc, dedicant-l'ho a Sant Joan Baptista. Manté encara un cabal copiós.
La font està construïda amb dos arcs de ferradura que donen accés a una espècie de dipòsit que és on brolla la deu. Es tracta d'una de les escasses obres hidràuliques i civils de l'arquitectura preromànica. Conserva restes originals de la cisterna que s'utilitzava per a banys d'immersió. Tot això està protegit per reixes modernes.